# La vida que te espera
Pour plus de détails, voir Fiche technique et Distribution.
La vida que te espera est un film espagnol réalisé par Manuel Gutiérrez Aragón, sorti en 2004.

## Synopsis
En Cantabrie, une dispute autour d'un veau né d'une vache primée conduit à la mort d'un homme.

## Fiche technique
- Titre : La vida que te espera
- Réalisation : Manuel Gutiérrez Aragón
- Scénario : Ángeles González-Sinde et Manuel Gutiérrez Aragón
- Musique : Xavier Capellas
- Photographie : Gonzalo F. Berridi
- Montage : José Salcedo
- Production : Pancho Casal
- Société de production : Tornasol Films
- Pays :  Espagne
- Genre : Drame
- Durée : 111 minutes
- Dates de sortie : 
  - Espagne : 30 janvier 2004

## Distribution
- Juan Diego : Gildo
- Luis Tosar : Rai
- Marta Etura : Val
- Clara Lago : Genia
- Celso Bugallo : Severo
- Víctor Clavijo : Parrondo
- Xosé Manuel Olveira : Párroco
- Xosé Luis Bernal : Marino
- Rei Chao : Rafael
- Alfonso Agra : Paco
- Rosa Álvarez : Milagros

## Distinctions
Le film a été présenté en sélection officielle en compétition lors de Berlinale 2004.